# Junior Traorè
Hamed Junior Traorè (* 16. Februar 2000 in Abidjan; auch gelistet als Hamed Traorè) ist ein ivorischer Fußballspieler, der beim englischen Verein AFC Bournemouth unter Vertrag steht und aktuell an die AJ Auxerre ausgeliehen ist. Seit September 2021 spielt er zudem für die ivorische Fußballnationalmannschaft.

## Herkunft
Traorè wurde in der Elfenbeinküste in Abidjan geboren. 2010 kam er mit seinem jüngeren Bruder Amad (* 2002) nach Parma in Italien. Im Juni 2020 wurden Ermittlungen der Staatsanwaltschaft Parma bekannt. Demnach seien bei der Einreise über ein Familienvisum falsche Angaben gemacht worden, um diese zu erleichtern. Die beiden Jungen reisten unter dem Familiennamen Traoré ein, während als Vater Hamed Mamadou Traoré angegeben wurde. Laut der Staatsanwaltschaft könnte dieser jedoch nicht der Vater sein; Amad und Junior könnten sogar nicht einmal Brüder sein. Im September 2020 erhielt der 18-Jährige Amad neue Dokumente mit dem Namen Amad Diallo, unter dem er seither bekannt ist.

## Karriere
Im Jahr 2015 wechselte er in die Jugend des FC Empoli, nachdem er zuvor für den italienischen Amateurverein GS Boca Barco aus Bibbiano gespielt hatte. In der Primavera der Azzurri konnte er schnell überzeugen und erzielte in 50 Partien zwölf Tore und konnte außerdem zehn weitere vorbereiten. Am 8. Oktober 2017 gab er beim 3:1-Heimsieg gegen Foggia Calcio sein Debüt in der Serie B, als er in der Schlussphase für Alfredo Donnarumma eingewechselt wurde. Erst zum Ende der Saison 2017/18 kam er zu weiteren Einsätzen in der ersten Mannschaft. Mit Empoli schaffte er in dieser Spielzeit den Gewinn der Meisterschaft und den damit einhergehenden Aufstieg in die Serie A. In der höchsten italienischen Spielklasse debütierte er am 26. August 2018 bei der 1:2-Auswärtspleite gegen den FC Genua.
Am 15. Januar 2019 unterzeichnete Traorè einen Vierjahresvertrag beim Ligakonkurrenten AC Florenz und sollte zur nächsten Saison 2019/20 zum Verein stoßen. Als Ablösezahlung wurden 12 Millionen Euro fixiert. Ende Mai wurde bekannt, dass der Transfer gescheitert ist, weil die Fiorentina die Verträge zu spät an den Verband sandte.
Am 20. April 2019 erzielte Traorè, bei der 2:4-Heimniederlage gegen SPAL Ferrara, sein erstes Ligator für den FC Empoli. In der Spielzeit 2018/19 absolvierte er 32 Ligaspiele, in denen ihm zwei Tore und genauso viele Vorlagen gelangen. Mit Empoli musste er den Abstieg in die Zweitklassigkeit hinnehmen.
Am 12. Juli 2019 wurde bestätigt, dass Traorè für zwei Jahre an den Erstligisten US Sassuolo Calcio ausgeliehen wird. Nach Ende der Leihdauer besteht eine Kaufpflicht seitens von Sassuolo in Höhe von 15 Millionen Euro. Am 25. August (1. Spieltag) debütierte er bei der 1:2-Auswärtsniederlage gegen den FC Turin für seinen neuen Verein. Bereits am nächsten Spieltag erzielte er beim 4:1-Heimsieg gegen Sampdoria Genua sein erstes Saisontor.
Ende Januar 2023 wurde er für die Rückrunde der Premier League 2022/23 an den Aufsteiger AFC Bournemouth verliehen. Zudem wurde vereinbart, dass der Ivorer im Sommer 2023 auf fester Vertragsbasis zu dem englischen Verein wechselt.
Nach einem Jahr in England kehrte er im Januar 2024 nach Italien zurück und wechselte leihweise mit Kaufoption zur SSC Neapel. Im Sommer 2024 folgte die Leihe nach Frankreich zur AJ Auxerre.